# Битва за Багдад (1917)
Битва за Багдад — военная операция 8—11 марта 1917 года во время Первой мировой войны, в ходе которой британские войска сумели нанести поражение турецким войскам и захватить важный месопотамский город Багдад.

## Предыстория
После того как английские войска капитулировали в Куте 29 апреля 1916 года, британские войска в Месопотамии требовали восстановления и реорганизации. Был назначен новый командующий британскими войсками в Месопотамии генерал Стенли Мод. Новому командующему было поручено восстановить боеспособность армии и начать активные действия против турецких войск в Ираке. Остаток 1916 года генерал Мод посвятил восстановлению боеспособности английской армии в Месопотамии. Британские войска в Ираке состояли в основном из индийских войск. Индийские подразделения прибывали по Аравийскому морю из Индии в Басру.

## Наступление на Багдад
Наступление британцев началось 13 декабря 1916 года. Генерал Мод имел в своём распоряжении 50 000 обученных и оснащённых солдат и офицеров. Турецкими войсками в Ираке командовал Халиль Кут, под началом которого имелось 25 000 солдат и офицеров. Наступление британцы вели по обоим берегам реки Тигр. В ходе продвижения британцы натыкались на укреплённые позиции османских войск. Например они с 6 января по 19 января 1917 года штурмовали укреплённую позицию турок Хадаири. После ожесточённых боёв и штурма ряда оборонительных позиций османской армии, к концу февраля британцы подошли к Эль-Куту. После чего англичане предприняли штурм города и 24 февраля захватили его. Однако турецкий генерал Карабекир не повторил ошибки английского генерала Таусенда и сумел вывести турецкие войска из города, не дав возможности английским войскам запереть турок в ловушку.

## Бои за Багдад
Наступление в направлении Багдада британцы возобновили 5 марта. Через три дня индийские войска достигли окраин Багдада на реке Дияла. Халил Кут принял решение защищать город у слияния рек Дияла и Тигр, южнее города. Первые атаки 9 марта на османские позиции не принесли должного результата. Османские войска ожесточённо сопротивлялись. После этого генерал Мод принял решение перебросить основные силы на север, обойти турецкие войска и атаковать город с незащищенной стороны. В свою очередь, Халиль-паша принял решение перебрасывать свои войска параллельно британским на другом берегу Диялы. Однако 10 марта британские силы неожиданно атаковали турок и нанесли им ощутимые потери. После этого Халиль-паша отдал приказ турецкой армии отступать из Багдада в северном направлении. Власти Османской империи приняли решение об эвакуации Багдада в 8 часов вечера 10 марта. Взять ситуацию под контроль турецкому командованию не удалось, и 11 марта, преследуя отступающие османские войска, британцы вошли в Багдад. Отступление превратилось в бегство разрозненных турецких подразделений. В результате около 9000 турецких солдат попало в британский плен.

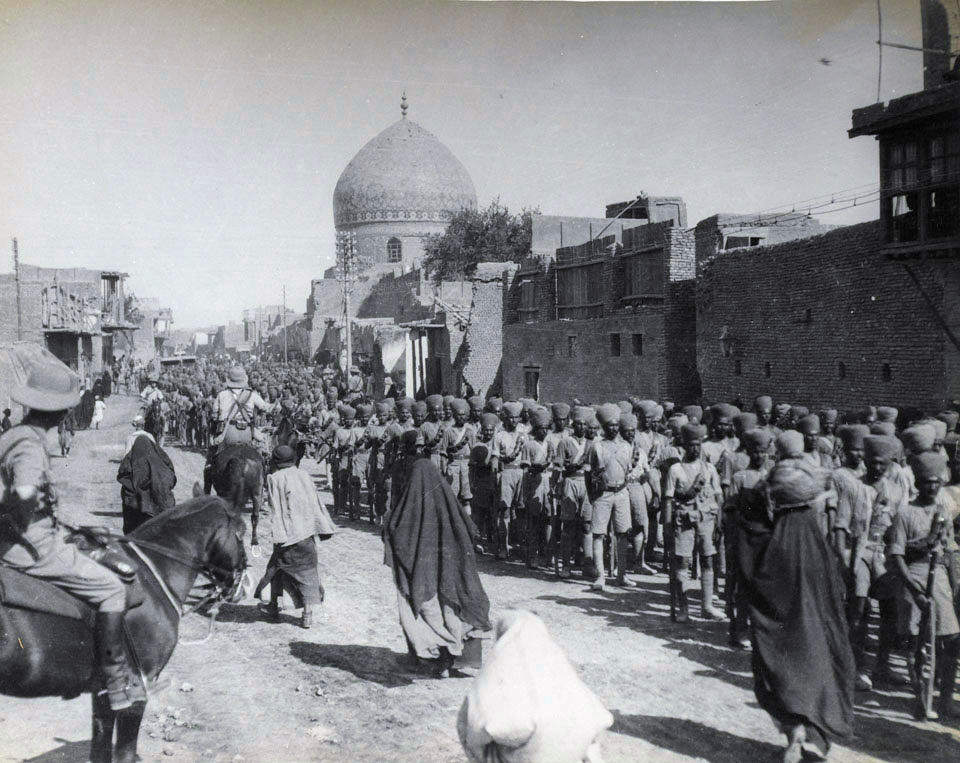
Индийские войска входят в Багдад, 11 марта 1917 года

11 марта британские войска во главе с генералом Модом вошли в Багдад. Британские войска были радушно встречены местным населением. Через неделю после захвата города генерал Мод издал документ, в котором говорилось:

Наши войска вступают в ваши города и земли как освободители, а не как завоеватели или враги.
Оригинальный текст (англ.)Our armies do not come into your cities and lands as conquerors or enemies, but as liberators.

## Последствия
Захват Багдада стал важной победой англичан и чувствительным поражением для Османской империи. Престиж британской армии после капитуляции Эль-Кута был частично восстановлен. Турецкое командование было вынуждено прекратить операции в Персии и начать формирование группы войск для предотвращения британского наступления в направлении Мосула. Османская провинция с центром в Багдаде стала первой провинцией перешедшей под контроль британской армии. Генерал-губернатором в Месопотамии был назначен генерал Мод. Также поскольку основными войсками Британии в этой операции были индийские, правительство Британской Индии пыталось создать собственную администрацию в Месопотамии. В итоге в Басре была создана британская администрация, а в Багдаде местная арабская.